# Clathromangelia
Clathromangelia là một chi ốc biển, là động vật thân mềm chân bụng sống ở biển trong họ Clathurellidae, họ ốc cối.

## Các loài
Các loài thuộc chi Clathromangelia bao gồm:
- Clathromangelia coffea Kuroda, Habe & Oyama, 1971[2]
- Clathromangelia fuscoligata (Dall, 1871)[3]
- Clathromangelia granum (Philippi, 1844)[4]
- Clathromangelia loiselieri Oberling, 1970[5]
- Clathromangelia pellucida (Reeve, 1846)[6]
- Clathromangelia quadrillum [7]
- Clathromangelia rhyssa (Dall, 1919)[8]
- Clathromangelia strigilata (Pallary, 1904)[9]
- Clathromangelia variegata (Carpenter, 1864)[10]

Các loài được đưa vào đồng nghĩa
- Clathromangelia delosensis (Reeve, 1846)[11]: đồng nghĩa của Clathromangelia granum (Philippi, 1844)
- Clathromangelia fehri van Aartsen & Zenetou, 1987: đồng nghĩa của Clathromangelia loiselieri Oberling, 1970